# Old Maverick Road
L'Old Maverick Road est une route du comté de Brewster, au Texas, dans le sud des États-Unis. Entièrement située dans le parc national de Big Bend, cette route en terre est longue de 14 milles. Orientée du nord-est au sud-ouest, elle connecte le croisement dit Maverick Junction aux abords du canyon de Santa Elena, où elle se connecte à la Ross Maxwell Scenic Drive. Ce faisant, elle passe devant le Luna Jacal.